# Rain (låt med Josef)
Rain är en låt som framfördes av Josef i den svenska Melodifestivalen 2005. Bidraget som skrevs av Henrik Wikström, Annelie Martin, Bobby Ljunggren och Martin Blix slutade på 5:e plats i deltävlingen i Skellefteå.
Melodin testades på Svensktoppen den 27 mars 2005 , men misslyckades med att ta sig in på listan .

## Listplaceringar
Singeln nådde som högst 13:e plats på den svenska singellistan.
| Lista (2005) | Position |
| ------------ | -------- |
| Sverige      | 13       |